# Enzimă de restricție
Enzimele de restricție, endonucleazele de restricție sau restrictazele sunt o clasă de enzime care catalizează procesul de clivare al AND-ului în fragmente mai mici, la nivelul unor situsuri specifice care poartă denumirea de situsuri de restricție. Enzimele de restricție sunt o clasă de endonucleaze și pot fi subclasificate în 5 tipuri, care diferă prin structură și prin modul în care se face clivarea moleculei de ADN (ruperea catenei se face fix în situsul de recunoaștere sau ruperea se face într-un alt loc). Pentru a se realiza ruperea moleculei de ADN, enzimele de restricție taie catena de două ori, de fiecare dată pentru fiecare lanț monocatenar (format din oză-fosfat) din dublul helix.